# 剑门之战
剑门之战，发生于北宋乾德三年（公元965年）正月，交战双方为北宋军和后蜀军，战斗以北宋大获全胜告终。此役是北宋灭后蜀的关键一战。

## 战役背景
在剑门一役之前，乾德二年（公元964年）十二月，宋军将领王全斌攻陷后蜀军大小漫天寨，生擒后蜀将领义州刺史王审超、监军赵崇渥、以及三泉监军刘延祚等。后蜀大将王昭远被击败后，引兵退保剑门。宋军趁势攻入利州。

## 双方准备

### 后蜀
后蜀皇帝孟昶在得知前方战败后，招募大量兵马守剑门，并任命太子孟元喆为元帅，侍中李廷桂、同平章事张惠安做其副手，率领万余人兵力急赴剑门。但是孟元喆是一个纨绔子弟，怕文绣的军旗被雨淋而专门解下来，以至于把军旗重新挂上去的时候挂倒了；与孟元喆随行的还有他的嫔妃和戏子数十人。行军速度非常缓慢。
此时剑门的守军，只有原剑门戍卫的军队，以及从利州溃退下来的后蜀军。主要将领为王昭远和赵崇韬。

### 北宋
北宋方面，部队为王全斌部，该部队在先前攻破利州之后，获得了八十余万斛的军粮。在抵达剑门之后，与嘉陵江对岸稍作休整，并商讨攻城方案。

## 战役经过
北宋方首先由史延德分兵赶往附近的一处名为来苏的小路，搭浮桥渡过嘉陵江，后蜀军在看到渡河的北宋军后直接弃寨而逃；史延德顺势前往青强店。王昭远退保汉原坡，留部分兵力守剑门关，被王全斌用精锐兵力一举击破。宋兵攻至汉原坡，赵崇韬布兵迎战，王昭远坐在胡床上无法起身。后蜀军阵被破，赵崇韬在拼杀中被俘，王昭远逃亡东川，半路上于民宅中被抓获。
此时孟元喆与李廷桂等日夜享乐，置军政于不顾，战斗开始时才赶到绵州，在得知前线战败后直接退保东川，并于次日逃回成都，所过之处房屋全部焚毁，粮仓全部清空。

## 战役结果
后蜀军于此役丧失了最后的抵抗力量，战斗中死亡万余人。此后不久，后蜀皇帝孟昶向宋朝投降。